# フランシスコ・マシアス・ンゲマ
フランシスコ・マシアス・ンゲマ（スペイン語: Francisco Macías Nguema, 1924年1月1日 - 1979年9月29日）は、赤道ギニア共和国の政治家。同国の初代大統領。

## 概要
大統領就任直後の1969年3月5日、クーデター未遂に直面したが、なんとか鎮圧した。それから、1972年までに彼は国家の全権力を独占し、最終的には独裁政権を押しつけ、それによって国のすべての政党を彼が率いる単一政党に統合し、それを彼は単一国民労働党と呼んだ（PUNT）。同年、自らを終身大統領であると宣言し、政敵に対して激しい弾圧を加えた。 
彼は明確なイデオロギーを欠いていたが、過激な国家主義で好戦的であり、自らをマルクス主義者であると正式に宣言し 、フランシスコ・フランコとアドルフ・ヒトラーの人物を公に賞賛し、自分自身を「マルクス主義者・ヒトラー主義者」と定義した。彼による独裁政権時代、彼はかつてのスペインの大都市から離れ、ソビエト圏とフランスに近づくようになった。
1979年、甥で刑務所長のテオドロ・オビアン・ンゲマが主導し、ガボン軍とモロッコ傭兵の支援を受けたクーデターによって打倒され、マラボのシネ・マルフィルで開かれた公開裁判で裁かれ、死刑判決を受けて処刑された。
彼の政権下、赤道ギニアは泥棒政治、蔓延する汚職、市民の極貧、反知性主義、個人崇拝、極端なファン人民族主義と虐殺、反ナイジェリア感情、名称のアフリカ化によって特徴づけられた。
反植民地主義者として活動中も、政権に就き権威に固執し続けた時も、彼は自身の名前を何度も改名した（メズ・ム・ヌゲメ、マシ・ヌゲマ・ビヨゴ・エグエ・ンドンなど）。個人崇拝としては「マシアス以外に神はいない」という言葉を国の標語にした。また、泥棒政治としては、赤道ギニア中央銀行総裁の殺害を命令し、国営銀行を機能不全に陥れ、そこから国庫に残った財源を略奪し続けた。

## 経歴
ファン族出身。もとは共産主義者。スペインの植民地であった頃に、現地議会の急進独立派のメンバーであった。その後、植民地支配の終焉とともに選挙によって初代大統領に選出され、独立直前の1968年9月に就任した。外交ではソ連圏と緊密な関係を維持する一方で国民と外部世界の接触を抑える一種の鎖国政策を実施した。
1970年に野党活動を禁止し、自らが率いる唯一の合法政党労働者国民統一党を結成。1972年7月には終身大統領を宣言、1973年に大統領への絶対権力の集中を定めた憲法を採択、独裁体制を固めた。恐怖政治をおこない、多くの反体制的な国民を粛清したため、国民の3分の1が亡命者として国外へ脱出するという異常事態が発生した。1979年に甥のテオドロ・オビアン・ンゲマ率いるクーデターで処刑された。
なお、失脚時に妻と子供は北朝鮮に亡命している
。